# Scott McCallum

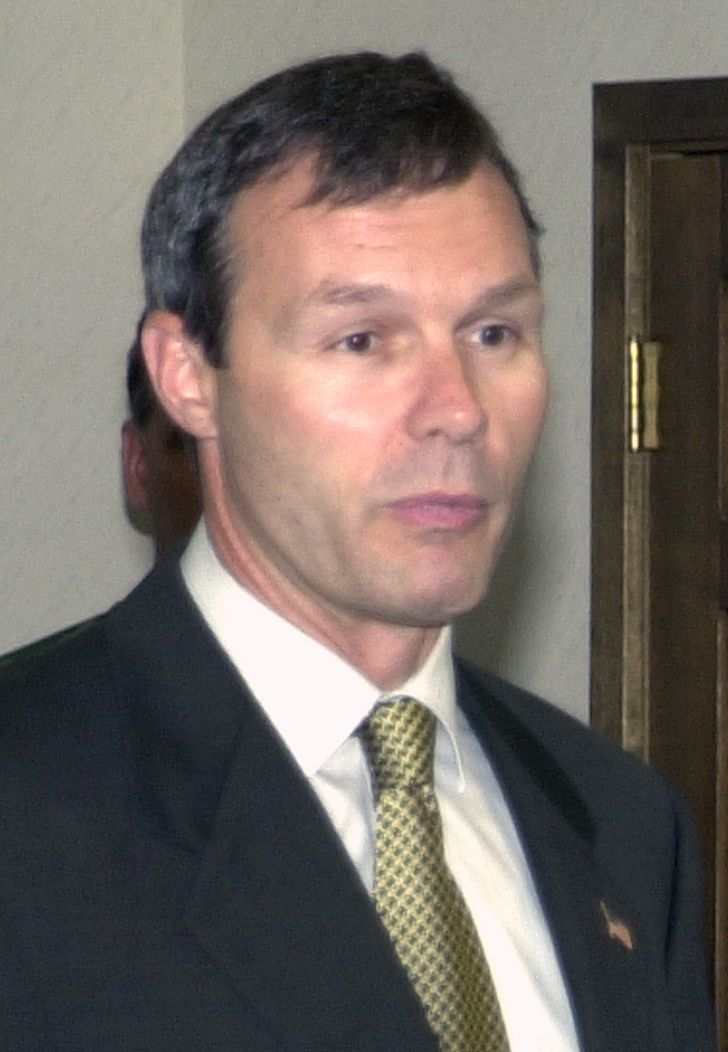
Scott McCallum (2001)

James Scott McCallum (* 2. Mai 1950 in Fond du Lac, Wisconsin) ist ein US-amerikanischer Politiker der Republikanischen Partei. Er war von 2001 bis 2003 der 43. Gouverneur des Bundesstaates Wisconsin.

## Frühe Jahre
McCallum wurde als ältestes von vier Kindern geboren. Er besuchte die Goodrich Public High School in Fond du Lac und studierte am Macalester College in Saint Paul, Minnesota, an dem er 1972 in Wirtschafts- und Politikwissenschaften graduierte. Danach besuchte er die Johns Hopkins University in Baltimore und schloss sein Studium dort 1974 mit einem Master in International Economics ab. Mitte der 1970er Jahre gründete er eine Immobilienfirma.

## Politische Karriere
Als Mitglied der Republikanischen Partei war McCallum Assistent des Kongressabgeordneten William A. Steiger. Im Jahr 1976 wurde McCallum in den Senat von Wisconsin gewählt. Von 1976 bis 1986 war er Staatssenator und unterstützte in dieser Zeit die damals aktive New Republican Conference, deren Politik wirtschaftlich konservativ war, aber in Sozialfragen eher als liberal angesehen wurde. Er errang innerhalb seiner Partei die Nominierung für den US-Senat 1982, verlor jedoch mit 34 Prozent der Stimmen die Wahl gegen den Demokraten William Proxmire (64 Prozent). Im Jahr 1986 bewarb er sich für das Amt des Vizegouverneurs bei der Gouverneurswahl des Republikaners Tommy Thompson. Thompson und McCallum wurden gewählt und hatten ihre Ämter für vier Legislaturperioden inne.
Da Thompson 2001 von Präsident George W. Bush zum US-Gesundheitsminister ernannt wurde, übernahm McCallum das Amt des Gouverneurs von Wisconsin. Dieses übte er zwischen dem 1. Februar 2001 und dem 6. Januar 2003 aus. Politisch hat er in diesen Jahren keine neuen Akzente gesetzt. In den Wahlen von 2002 verlor er gegen den Kandidaten der Demokratischen Partei Jim Doyle (Doyle 45 Prozent; McCallum 41 Prozent; Ed Thompson, Libertarian Party, 11 Prozent).
McCallum ist CEO von Aidmatrix, einer Entwicklungshilfeorganisation in Texas. Er wohnt in Lodi im Columbia County in Wisconsin, ist verheiratet und hat drei Kinder.